# Marina Gennadjewna Tschuchrowa
Marina Gennadjewna Tschuchrowa (russisch Марина Геннадьевна Чухрова; * 14. Juli 1955 in Nowosibirsk, Sowjetunion) ist eine russische Psychologin. Seit 2008 ist sie Professorin für Spezialpsychologie an Fakultät für Psychologie der Staatlichen Universität Nowosibirsk (НГУ).

## Leben
Marina Tschuchrowa absolvierte bis 1979 ein Heilkundestudium (лечебное дело) am Staatlichen Medizinischen Institut Nowosibirsk (seit 2005 Staatliche Medizinische Universität Nowosibirsk), wo sie im Anschluss bis 1980 als Assistentin in der Abteilung für normale Physiologie tätig war. Danach arbeitete sie von 1980 bis 1983 als Psychiaterin an der 4. Psychiatrischen Klinik in Sankt Petersburg. Es folgten bis 2007 wissenschaftliche Tätigkeiten im Forschungsinstitut für Physiologie, am Forschungsinstitut für Regionale Pathologie und am Forschungsinstitut für Therapie der Sibirischen Abteilung der Russischen Akademie der medizinischen Wissenschaften (Сибирское отделение Российской академии медицинских наук – СО РАМН). 1990 promovierte sie im Fach „Normale Physiologie“ (Нормальная физиология) und 2000 im Fach „Pathologische Physiologie“ (Патологическая физиология). 2008 wurde sie auf den Lehrstuhl für Spezialpsychologie der НГУ berufen.
Sie ist Vollmitglied der 1995 gegründeten Akademie für Polarmedizin und Extreme Humanökologie (Академия полярной медицины и экстремальной экологии человека), der 2004 in Belarus gegründeten Internationalen Akademie für Energie- und Informationswissenschaften (Международной академии энергоинформационных наук – МАЭИН) sowie der 2002 in Hannover gegründeten Europäischen Akademie der Naturwissenschaften e.V. (EANW – EAEN).
Tschuchrowas wissenschaftliche Schwerpunkte sind:
- Ethnopsychologie, zwischenmenschliche und soziale Beziehungen, unter Berücksichtigung der psychophysiologischen Merkmale der ethnischen Gruppen.
- Psychologie der Gesundheit, psychologische Grundlagen der Bildung eines gesunden Lebensstils als nationales Problem in der gegenwärtigen Phase der Entwicklung Russlands.
- Abweichendes Verhalten, suchterzeugende Pathologie und psychologische Grundlagen der Prävention.
- Klinische und spezielle Psychologie und Psychotherapie.

Sie veröffentlichte – meist unter dem Kürzel M.G. Chukhrova (М.Г. Чухрова) – mehr als 300 wissenschaftliche Artikel, zehn Monographien und drei Lehrbücher für Studenten.
Außerhalb von Russland wurde sie bekannt durch ihre Behandlung von Alkoholabhängigkeit, Drogenabhängigkeit und Depressionen durch therapeutisches Schlagen der Patienten mit einem Stock.